# محاصره سوتیگراد
محاصره سوتیگراد یا سفتیگراد (آلبانیایی: Rrethimi i Sfetigradit) در ۱۴ مه ۱۴۴۸ آغاز شد، زمانی که ارتش قدرتمند عثمانی به فرماندهی سلطان مراد دوم، قلعه سوتیگراد (اکنون کادزادزیک، مقدونیه شمالی) را محاصره کرد.
پس از شکست‌های مکرر عثمانی‌ها در حملات به آلبانی و مقابله با اتحادیه لژه، که اتحادیه‌ای از شاهزادگی‌های آلبانی به سرپرستی اسکندربیگ بود، مراد دوم تصمیم گرفت با لشکری عظیم به سرزمین‌های اسکندربیگ یورش ببرد تا قلعه استراتژیک سوتیگراد را به تصرف درآورد. این قلعه در مسیری بسیار مهم بین مقدونیه شمالی و آلبانی قرار داشت و تسخیر آن دسترسی آسانی به آلبانی برای عثمانی‌ها فراهم می‌کرد.
در این دوران، اسکندربیگ درگیر جنگ با ونیز بود. او با درک چالش بزرگ پیش رو، تلاش کرد با حملات پارتیزانی و درگیری‌های کوچک، قلعه را تقویت کند. نیروهای او موفق شدند با این حملات چریکی، تلفات سنگینی به نیروهای عثمانی وارد کنند. اسکندربیگ همچنین از نیروهای اطلاعاتی استفاده کرد تا طرح‌های مراد را در قسطنطنیه کشف کند. در همین زمان، نزدیک به اسکوتاری، اسکندربیگ موفق شد نیروی ونیزی را شکست داده و حضور ونیزی‌ها را در آلبانی تضعیف کند. با وجود همه این تلاش‌ها، در ۳۱ ژوئیه، قلعه سوتیگراد به دلیل کمبود آب تسلیم شد. گارنیزیون تسلیم‌شده در امان ماند و به جای آن، نیرویی از ینی‌چری‌های عثمانی درون قلعه مستقر شد. دو سال بعد، مراد به کرویه یورش برد، اما با شکست سنگینی مواجه شد.